# Miss USA 2020
Miss USA 2020, est la 69e édition de Miss USA. Initialement prévu au printemps 2020, le concours a été reporté sine die en raison de la pandémie de Covid-19. L'élection a finalement lieu le 9 novembre 2020 au domaine de Graceland à Memphis dans l'État du Tennessee.
La gagnante est Asya Branch (Miss Mississippi), laquelle succède ainsi à Cheslie Kryst, élue Miss USA 2019.
Les 50 États et le District de Columbia participent à l'élection. L'événement est diffusé sur la chaîne américaine FYI et est présentée par Akbar Gbaja-Biamila (en) et Allie LaForce (en). 
Carolyn Aronson (en), Lynnette Cole (Miss USA 2000), Abby Hornacek, Gloria Mayfield Banks, Kimberly Pressler (Miss USA 1999) et Susan Yara composaient le jury de l'élection.

## Classement final
| Titre         | Candidates |
| ------------- | --- |
| Miss USA 2020 | - Mississippi - Asya Branch |
| 1re dauphine  | - Idaho - Kim Layne |
| 2e dauphine   | - Oklahoma - Mariah Jane Davis |
| 3e dauphine   | - Indiana - Alexis Lete |
| 4e dauphine   | - Alabama - Kelly Hutchinson |
| Top 10        | - Californie - Allyshia Gupta - Hawaï - Samantha Neyland - Illinois - Olivia Pura - New Jersey - Gina Mellish - New York - Andreia Gibau                                            |
| Top 16        | - District de Columbia - Cierra Jackson - Géorgie - Alyssa Beasley - Louisiane - Mariah Clayton - Missouri - Megan Renee Kelly - Nevada - Victoria Olona - Ohio - Stephanie Miranda |

### Prix spéciaux
| Prix spéciaux     | Candidates                    |
| ----------------- | ----------------------------- |
| Miss Convivialité | - Washington - Imani Blackmon |